# Coalizione Rivoluzionaria Democratica
La Coalizione Rivoluzionaria Democratica (in arabo التحالف الديمقراطى الثورى‎?) è una coalizione di partiti e movimenti di sinistra formata in Egitto il 19 settembre 2012. Essa nasce per l'impulso di alcune forze politiche che componevano il Blocco Egiziano e che ne uscirono dopo le elezioni del 2011 per formare la Coalizione delle Forze Socialiste

## Gruppi affiliati
- Partito Nazionale Unionista Progressista
- Partito Comunista Egiziano
- Partito dell'Alleanza Socialista Popolare
- Socialisti Rivoluzionari
- Partito Socialista d'Egitto
- Partito Democratico dei Lavoratori
- Coalizione Egiziana per la lotta alla corruzione
- Movimento Mina Daniel
- Unione della Gioventù Socialista
- Partito dei Lavoratori e dei Contadini
- Movimento Democratico Popolare